# Silvio Wicht
Silvio Wicht ist ein ehemaliger deutscher Rugbyspieler und -funktionär.

## Werdegang
Silvio Wicht lief insgesamt viermal für die Rugby-Union-Nationalmannschaft der DDR auf. Er spielte neben den Brüdern Helmut Busse und Torsten Busse gemeinsam auf der Position des Props in der Ersten Reihe in der Nationalmannschaft und im Verein BSG Stahl Brandenburg in der Oberliga. Größter Erfolg mit dem Verein war die Vizemeisterschaft in der DDR-Oberliga in der Saison 1987/88 hinter Stahl Hennigsdorf. Nach der politischen Wende spielte er im in SG Stahl Brandenburg umbenannten Verein viele Jahre in der Regionalliga und in den Jahren 2000 bis 2002 und 2005 bis 2007 in der 2. Bundesliga Nord/Ost. Im Verein war Wicht als Jugendwart tätig.

## Auszeichnungen
- 2014 wurde Wicht mit der Verdienstnadel in Gold des Rugbyverbandes Brandenburg ausgezeichnet.[3]
- Zum 25. Jubiläum des Rugbyverbandes Brandenburg erhielt er die Ehrennadel des Landessportbundes Brandenburg in Bronze.[4]